# Ekene Ibekwe
Ekenechukwu Brian "Ekene" Ibekwe (Los Angeles, 19 de julho de 1985) é um basquetebolista profissional estadunidense que atualmente defende o ČEZ Basketball Nymburk que disputa a Liga Checa de Basquetebol.

## Carreira
Ibekwe integrou a Seleção Nigeriana de Basquetebol, em Londres 2012, que terminou na décima colocação e na Rio 2016.